# Dębina (powiat włodawski)
Dębina – wieś w Polsce położona w województwie lubelskim, w powiecie włodawskim, w gminie Stary Brus.
Wierni Kościoła rzymskokatolickiego należą do parafii Matki Bożej Częstochowskiej w Starym Brusie. 
W latach 1975–1998 miejscowość administracyjnie należała do województwa chełmskiego.
Wieś jest sołectwem w gminie Stary Brus.